# Маріо Занін (велогонщик)
Маріо Занін (італ. Mario Zanin, 3 липня 1940) — італійський велогонщик.
Олімпійський чемпіон 1964 року в груповій шосейній гонці.